# Korpusy polskie

Symbol taktyczny korpusu armii w systemie NATO.

Korpusy polskie – lista wyższych związków taktycznych w podzielonych na rodzaje siłach zbrojnych, czyli w wojskach lądowych oraz siłach powietrznych.
Korpus to wyższy związek taktyczny, często o zmiennej organizacji. W jego skład wchodzi zazwyczaj kilka dywizji lub brygad danego rodzaju wojsk i innych oddziałów przeznaczonych do zabezpieczenia działań całości jego sił.

## Wojska Lądowe

### Wojna polsko-rosyjska 1792
- Korpus Koronny
- Korpus Litewski

### Armia Księstwa Warszawskiego
- Korpus sformowany w 1812
  - V Korpus Wielkiej Armii ks. Józefa Poniatowskiego
- Korpusy sformowane w 1813
  - IV Korpus Jazdy Odwodowej
  - VIII Korpus Wielkiej Armii ks. Józefa Poniatowskiego

### Wojsko Polskie Królestwa Kongresowego
- Korpus Piechoty Królestwa Polskiego
- Korpus Jazdy Królestwa Polskiego

#### Powstanie listopadowe
- Korpusy piechoty
  - Korpus gen. Józefa Dwernickiego
  - Korpus gen. Girolamo Ramorino
- Korpusy kawalerii
  - 1 Korpus Jazdy gen. Jana Umińskiego
  - 2 Korpus Jazdy gen. Tomasza Łubieńskiego

### Powstanie styczniowe
- I Korpus Lubelski
- II Korpus Krakowski
- III Korpus Augustowski (planowany)
- IV Korpus Mazowiecki (planowany)
- V Korpus Litewski (planowany)

### I wojna światowa

#### Korpusy wschodnie
- I Korpus Polski w Rosji
- II Korpus Polski w Rosji
- III Korpus Polski w Rosji

#### Armia Polska we Francji
- I Korpus
- II Korpus
- III Korpus

#### Państwa centralne
- Korpus Landsturmu Graudenz
- Korpus Landsturmu Posen
- Korpus Landsturmu Thorn
- Polski Korpus Posiłkowy

### II Rzeczpospolita

#### Wojna polsko-bolszewicka
- Korpus Jazdy

#### Okres pokoju
- Okręgi Korpusów (1921–1939):
  - Okręg Korpusu nr I w Warszawie
  - Okręg Korpusu nr II w Lublinie
  - Okręg Korpusu nr III w Grodnie
  - Okręg Korpusu nr IV w Łodzi
  - Okręg Korpusu nr V w Krakowie
  - Okręg Korpusu nr VI we Lwowie
  - Okręg Korpusu nr VII w Poznaniu
  - Okręg Korpusu nr VIII w Toruniu
  - Okręg Korpusu nr IX w Brześciu
  - Okręg Korpusu nr X w Przemyślu
- Korpus Ochrony Pogranicza
- Korpus Interwencyjny

### II wojna światowa

#### Armia Krajowa
- Kielecki Korpus Armii Krajowej
- Warszawski Korpus Armii Krajowej

#### Polskie Siły Zbrojne na Zachodzie
- Polski Korpus Ekspedycyjny w Syrii (planowany w 1940)
- I Korpus Polski w Wielkiej Brytanii (1940–1942 i 1945–1947)
- I Korpus Pancerno-Motorowy w Wielkiej Brytanii (1942–1944)
- 2 Korpus Strzelców Wojska Polskiego na Środkowym Wschodzie (1942)
- II Korpus Polski Armii Polskiej na Wschodzie (1943–1947)
- III Korpus Polski Armii Polskiej na Wschodzie (1944)

#### Wojska Polskiego na froncie wschodnim
- 1 Korpus Polskich Sił Zbrojnych w ZSRR
- 1 Korpus Piechoty (1944) 1 Armii Polskiej w ZSRR
- 2 Korpus Piechoty (1944) 1 Armii Polskiej w ZSRR
- 1 Drezdeński Korpus Pancerny
- 1 Korpus Armijny (1945)
- 2 Korpus Armijny (1945)
- 3 Korpus Armijny (1945)
- 4 Korpus Armijny (1945)

### Wojsko Polskie w kraju po 1945
- Korpusy piechoty
  - 1 Korpus Piechoty (1949–1952)
  - 2 Korpus Piechoty
  - 8 Korpus Piechoty
  - 9 Korpus Piechoty
  - 11 Korpus Piechoty
  - 12 Korpus Piechoty
  - Korpus Przeciwdesantowy
- Korpusy armijne
  - 1 Korpus Armijny
  - 2 Korpus Armijny
  - 4 Korpus Armijny
  - 8 Korpus Armijny
  - 9 Korpus Armijny
  - 11 Korpus Armijny
  - 12 Korpus Armijny
- Korpusy zmechanizowane
  - 1 Korpus Zmechanizowany (1951–1955)
  - 1 Korpus Zmechanizowany (2001–2003)
  - 2 Korpus Zmechanizowany (1951–1955)
  - 2 Korpus Zmechanizowany
  - Korpus Powietrzno-Zmechanizowany
- Korpusy pancerne
  - 1 Korpus Pancerny (LWP)
  - 2 Korpus Pancerny

## Siły Powietrzne

### II wojna światowa
- 1 Mieszany Korpus Lotniczy

### Wojsko Polskie w kraju po 1945
- Korpusy obrony przeciwlotniczej
  - 1 Korpus Obrony Przeciwlotniczej
  - 2 Korpus Obrony Przeciwlotniczej
  - 3 Korpus Obrony Przeciwlotniczej
  - 7 Korpus Artylerii Obrony Przeciwlotniczej
- Korpusy obrony powietrznej kraju
  - 1 Korpus Obrony Powietrznej Kraju
  - 2 Korpus Obrony Powietrznej Kraju
  - 3 Korpus Obrony Powietrznej Kraju
- Korpusy obrony powietrznej
  - 1 Korpus Obrony Powietrznej
  - 2 Korpus Obrony Powietrznej
  - 3 Korpus Obrony Powietrznej
- Korpusy lotnicze
  - 3 Korpus Lotnictwa Myśliwskiego
  - 3 Korpus Lotnictwa Mieszanego
  - 4 Korpus Lotnictwa Szturmowego
  - 4 Korpus Lotniczy